# La fuite en Égypte
La fuite en Égypte è un cortometraggio del 1903 diretto da Lucien Nonguet e Ferdinand Zecca. Quarto episodio del film La Vie et la Passion de Jésus-Christ (1903), che è composto da 27 episodi.

## Trama
Per proteggere la vita di Gesù bambino, Maria e Giuseppe fuggono attraverso il deserto egiziano per trovare un posto. Arrivati alla Sfinge, Maria trova riparo per la notte e Giuseppe comincia a raccogliere legna per il fuoco.